# 影が重なる時
「影が重なる時」（かげがかさなるとき）は、小松左京の短編小説。テレビドラマ『世にも奇妙な物語』の一エピソードとして映像化された。

## ストーリー
人口約30万人のとある地方都市T市で、奇妙な幽霊騒ぎが発生した。その幽霊は微動だにしない自分の分身であり、本人にしか見えない。しかも、本人たちはその分身に触れることはできても、入ること=同じ空間にいることはできないのだ。
新聞記者である津田が取材するにつれ、この現象がT市中心部から半径30kmでのみ発生していることが判明する。だが本人たちしか分身が見えない以上、学者も調査しようがなく、集団ヒステリーといわれる始末。世論も某国の原子力衛星の実験の話題でもちきりで、T市には見向きもしなかった。
そして津田も、T市の中心部で自分の分身を発見する。それは、ビルに向かって走り出そうとする姿であった。しかも、半透明だったものが日に日に実体化しつつある。分身が手に持っている新聞の日付と時計の時間に気付いた津田は、それらの分身が同じ日付の同じ時間の瞬間の姿をとらえていることを突き止める。さらに、分身の影の向きにも気付いた津田は、分身が現れた理由を悟って逃げ出そうとする。その時、津田と分身が重なったと同時に、原子力衛星の事故でT市中心部から半径30kmは焼き払われたのだった。

## 書誌情報
初出は、『SFマガジン』1963年10月号
- 『影が重なる時』ハヤカワ・SF・シリーズ 早川書房 1964年[1]
- 『戦争はなかった』新潮文庫こ 8-3 新潮社 1974年
- 『霧が晴れた時 自選恐怖小説集』角川ホラー文庫 角川書店 1993年 ISBN 978-4-04130-8639[2]
- 『夜が明けたら』ハルキ文庫こ 1-19 角川春樹事務所 1999年 ISBN 489456-590-0

## テレビドラマ
2003年（平成15年）9月18日にフジテレビで放送されたテレビドラマ『世にも奇妙な物語 2003年秋の特別編』で短編ドラマ化された。
虹がメインテーマの一つとなっており、作中たびたび虹が登場する。またドラマオリジナルの人物が登場し、原作に登場する人物の設定も異なる。

### キャスト
- 津田俊之：八嶋智人[2]
- 南川由里：桜井幸子[2]
- 野村清：大森南朋
- 鷲田源三：大杉漣
- 光子：山内菜々
- 怪しげな老人：天現寺竜
- アナウンサーの声：小林俊夫・遠藤みやこ

### スタッフ
- 脚本・演出：落合正幸（共同テレビ）[2]